# Germano Wanderley
Germano Wanderley (* 21. April 1845 in Recife; † 31. Oktober 1904 in Brünn) war ein deutsch-brasilianischer Architekt und Hochschullehrer. Er gilt als wichtiger Vertreter des Historismus in der Architektur Mährens.

## Leben

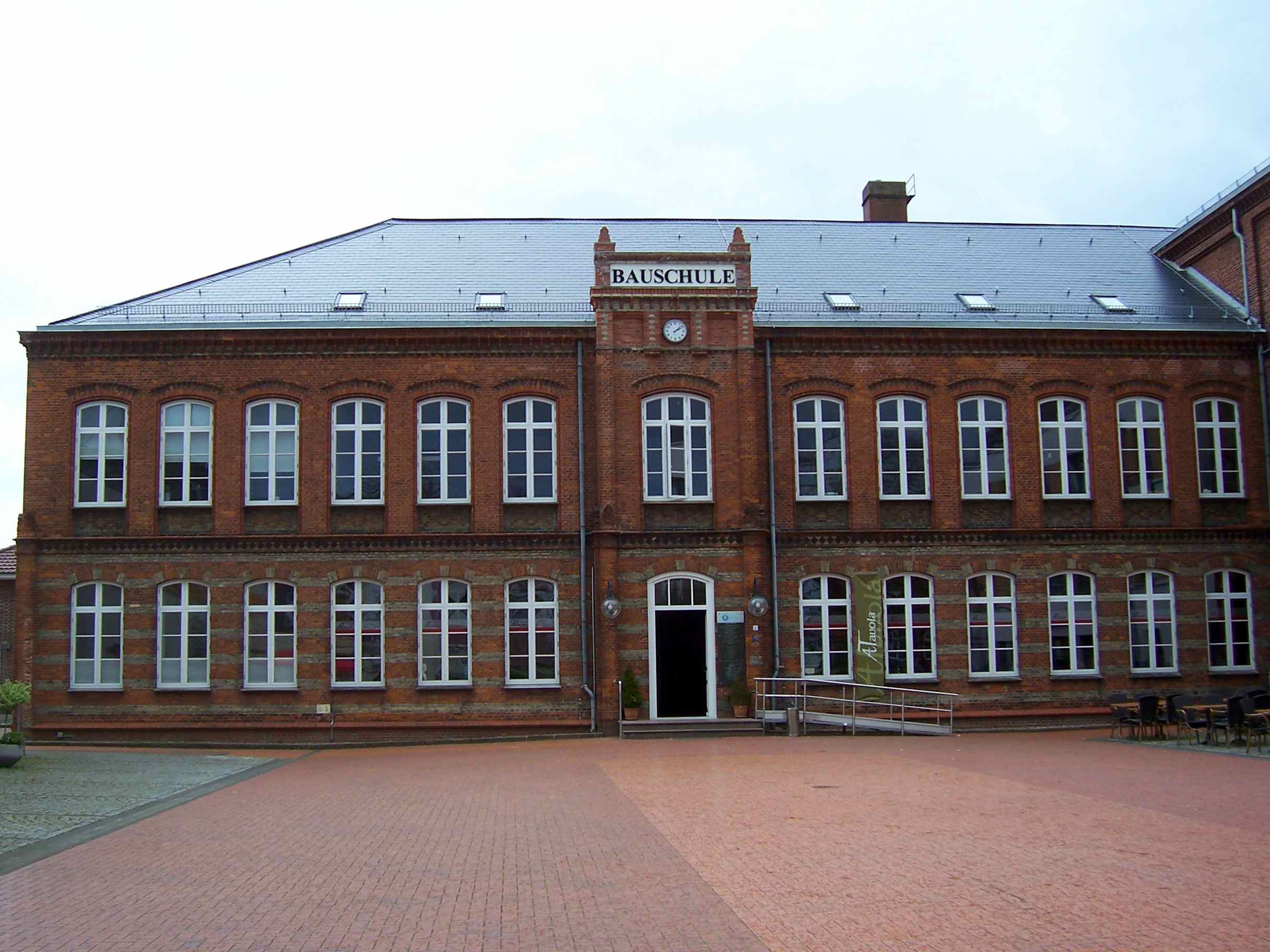
Alte Bauschule in Eckernförde

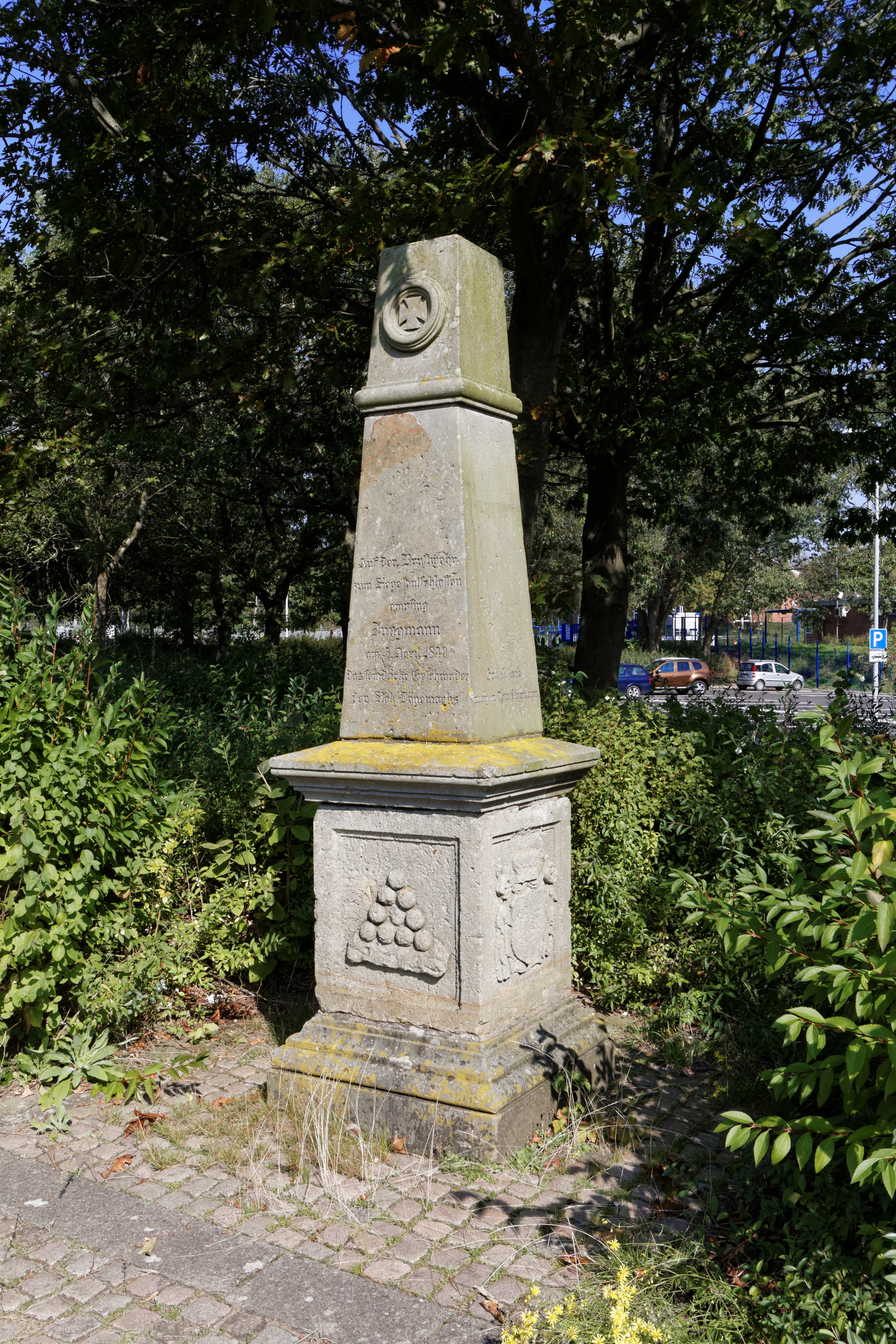
Norderschanzen-Denkmal

Wanderley studierte in Hamburg, Siegen und an der Berliner Bauakademie Architektur. Danach lehrte er von 1868 bis 1875 an der Baugewerkschule Eckernförde und war von 1875 bis 1904 Professor an der Technischen Hochschule Brünn (heute Technische Universität Brünn).
Zu seinen Schülern gehörten Leopold Bauer, Josef Hoffmann und Adolf Loos. Sein Spezialgebiet wurde bald die Errichtung von landwirtschaftlichen Gebäuden. Für den Entwurf der Anlage eines Gehöfts wurde er 1890 in der Land- und forstwirtschaftlichen Ausstellung in Wien mit der silbernen Medaille ausgezeichnet. Er errichtete in Brünn auch Mietshäuser (teilweise gemeinsam mit Johann Zoufal). Zudem war er Mitglied des Mährischen Kunstvereins und des Vereins der Baumeister in Mähren und Schlesien. Im Jahr 1898 wurde zum Baurat ernannt.
Er war mit Valeska (* 10. August 1846; † 23. Februar 1916) verheiratet, ihr Sohn war der Architekt Hugo Wanderley (* 10. März 1871; † 9. Juni 1904). Das Paar hatte auch eine Tochter Ida Wanderley (* 25. Mai 1873 in Eckernförde).

## Bauten
- 1869–1870: Neubau der „Alten Bauschule“ in Eckernförde (gemeinsam mit Friedrich Faber)
- 1870: Süderschanzen-Denkmal und Norderschanzen-Denkmal in Eckernförde (beide enthüllt am 10. Juli 1870)
- 1888–1899: Kaiser-Franz-Joseph-I.-Pflegehaus in Brünn
- 1891–1892: Volks- und Lesehalle (Ottendorf-Bibliothek) in Zwittau

## Schriften (Auswahl)
- Handbuch der Bauconstruktionslehre (staatsbibliothek-berlin.de),
  - 1. Die Constructionen in Holz. Halle (Saale) 1873 (reader.digitale-sammlungen.de, 2. Auflage 1877 deutschestextarchiv.de).
  - 2. Die Constructionen in Stein. Leipzig 1878.
  - 3. Die Constructionen in Eisen. Knapp, Leipzig 1878.
- Die ländlichen Wirtschaftsgebäude in ihrer Construktion, ihrer Anlage und Einrichtung. 4 Bände, Knapp, Halle a/S.
  - Band 1: Die Construction der ländlichen Hofgebäude. 1876.
  - Band 2: Die Einrichtung und Anlage der ländlichen Hofgebäude. 1878.
  - Band 3: Die Einrichtung und Anlage der ländlichen Hofgebäude. Die ländlichen Wohngebäude. 1879.
  - Band 4: Die Gebäude zur Unterbringung des Viehes. 1886.